# لا پرنیا

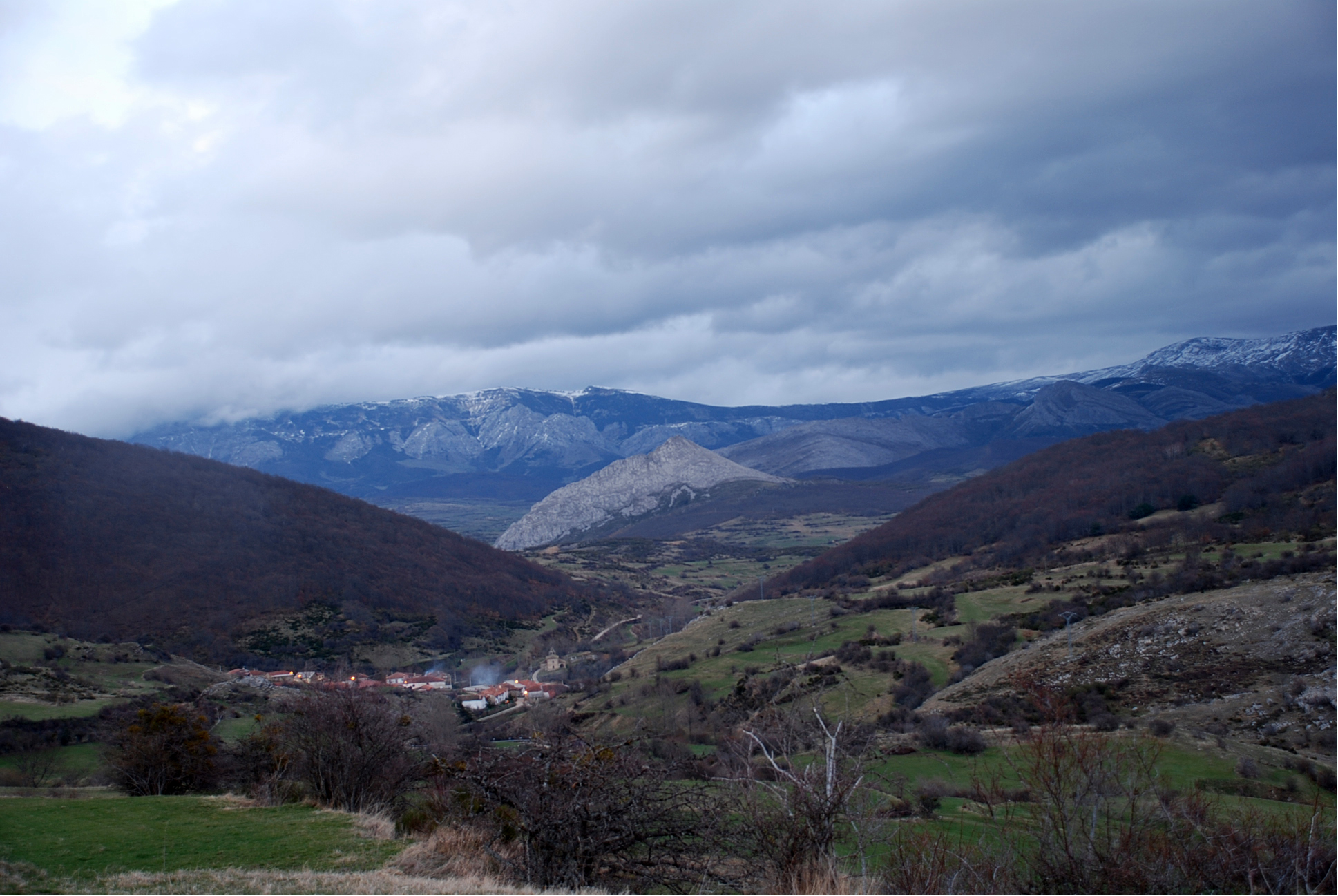
تصویری از نمای بالا از لاپرنیا.

لا پرنیا (به اسپانیایی: La Pernía) یک شهرستان در اسپانیا است که در استان پالنسیا واقع شده‌است.

## خصوصیات
لا پرنیا ۱۶۵ کیلومترمربع مساحت و ۴۴۰ نفر جمعیت دارد.